# Louis-Roland Trinquesse

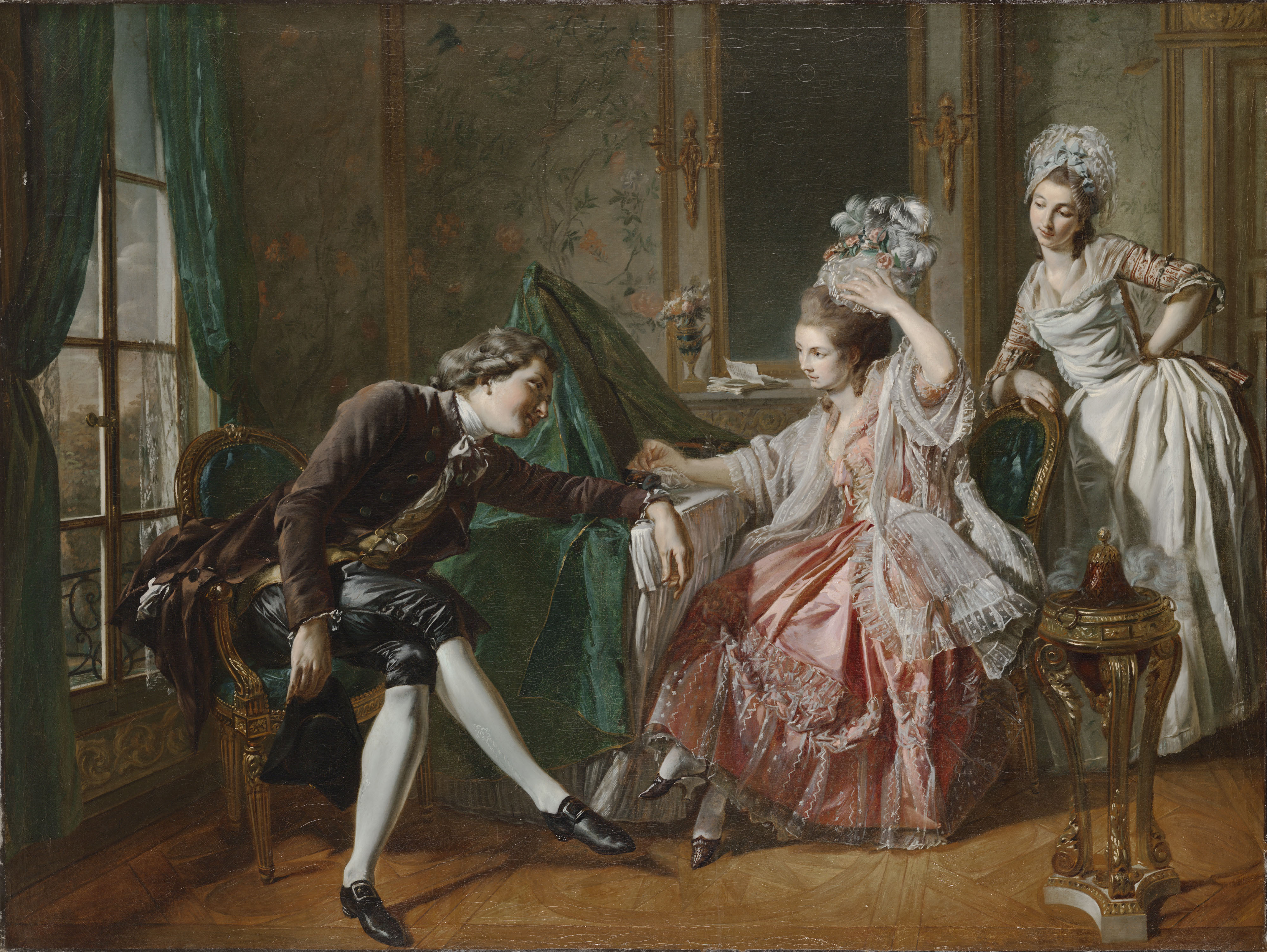
Interieur mit Dame, Zofe und Herrn, 1776 (Wadsworth Atheneum, Hartford, Connecticut).

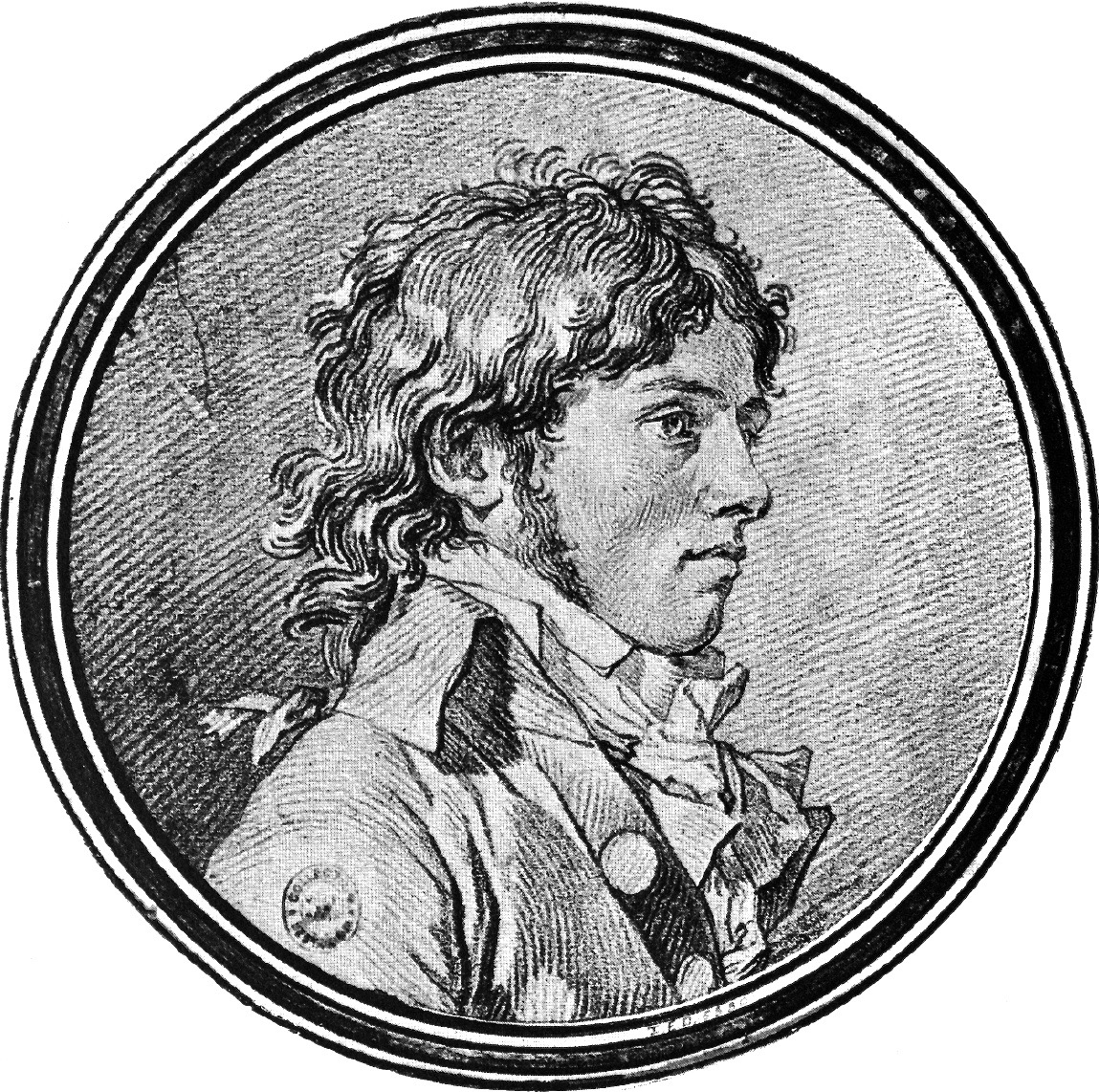
Der Maler Jean-Urbain Guérin (Musée Carnavalet, Paris).

Louis-Roland Trinquesse (* 24. Dezember 1746 in Paris; † 14. Juli 1799 ebendort) war ein französischer Maler und Zeichner des ausgehenden 18. Jahrhunderts, über den trotz seiner bedeutenden Produktion nur wenig publiziert wurde.

## Leben
Die Eltern von Louis-Roland Trinquesse waren François Trinquesse, der das „Hotel du Pérou“ im Zentrum der französischen Hauptstadt führte, und dessen Ehefrau Claudine geborene Grosbois. Dass er die Salonnière Madame d’Épinay (1726–1783) zur Patin hatte, könnte seine Karriere gefördert haben.
Trinquesse wurde 1758 Schüler der Königlichen Akademie der Malerei und Bildhauerei in Paris. 1767 gehörte er der Confrerie van pictura in ’s-Gravenhage (Den Haag) an und war im folgenden Jahr „Leerling“ an der dortigen Königlichen Akademie der bildenden Künste. 1770 gewann er kurz hintereinander die zweite und die erste Medaille der Pariser Akademie.
1779–1787 beteiligte sich Trinquesse an den unabhängigen Salons de la Correspondance. 1789 zog er ein Gesuch um Aufnahme in die Akademie zurück, nachdem diese zuvor schon zwei Gesuche von ihm abgelehnt hatte. Nach der Französischen Revolution beteiligte er sich 1791 und 1793 mit insgesamt dreizehn Arbeiten an den nun allen Kunstschaffenden offenen Salons im Louvre.
Trinquesse verheiratete sich 1791 mit Marie-Catherine Roy. Sein jüngerer Bruder Joseph-Marie war 1766 ebenfalls Schüler der Pariser Akademie geworden, ergriff dann aber den Kaufmannsberuf.

## Werk

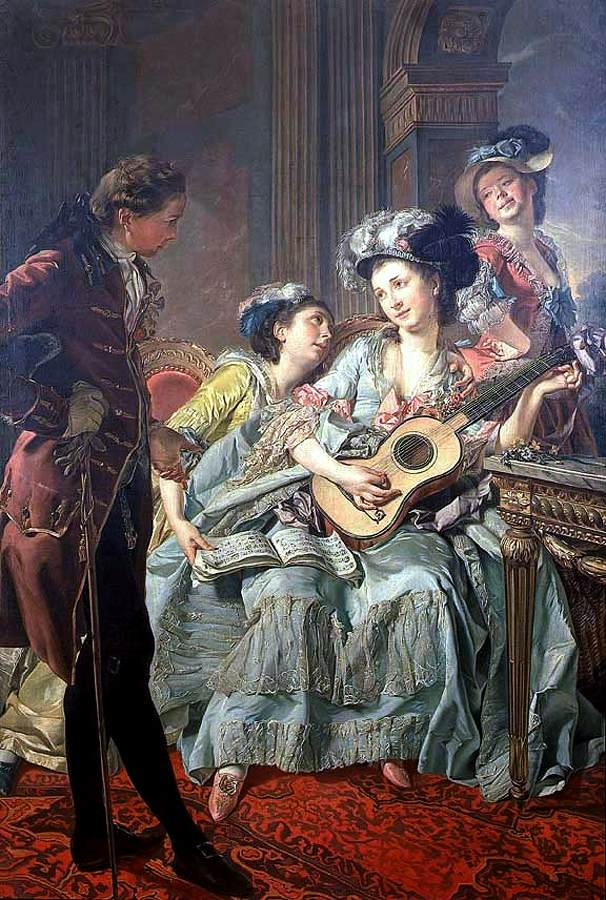
Nach der Soiree, 1774 (Tokyo Fuji Art Museum).

Trinquesse pflegte im Verlauf seines Lebens unterschiedliche Genres (galante und romantische Genreszenen, Porträts, künstlerische Modezeichnungen). Eine gewisse Orientierungshilfe bietet die Tatsache, dass er seine Werke im Allgemeinen signierte und datierte.
In den 1770er Jahren malte Trinquesse raffiniert ausgeleuchtete Intérieurs, auf denen Frauen sich den Hof machen lassen, während sie musizieren oder sich schmücken.

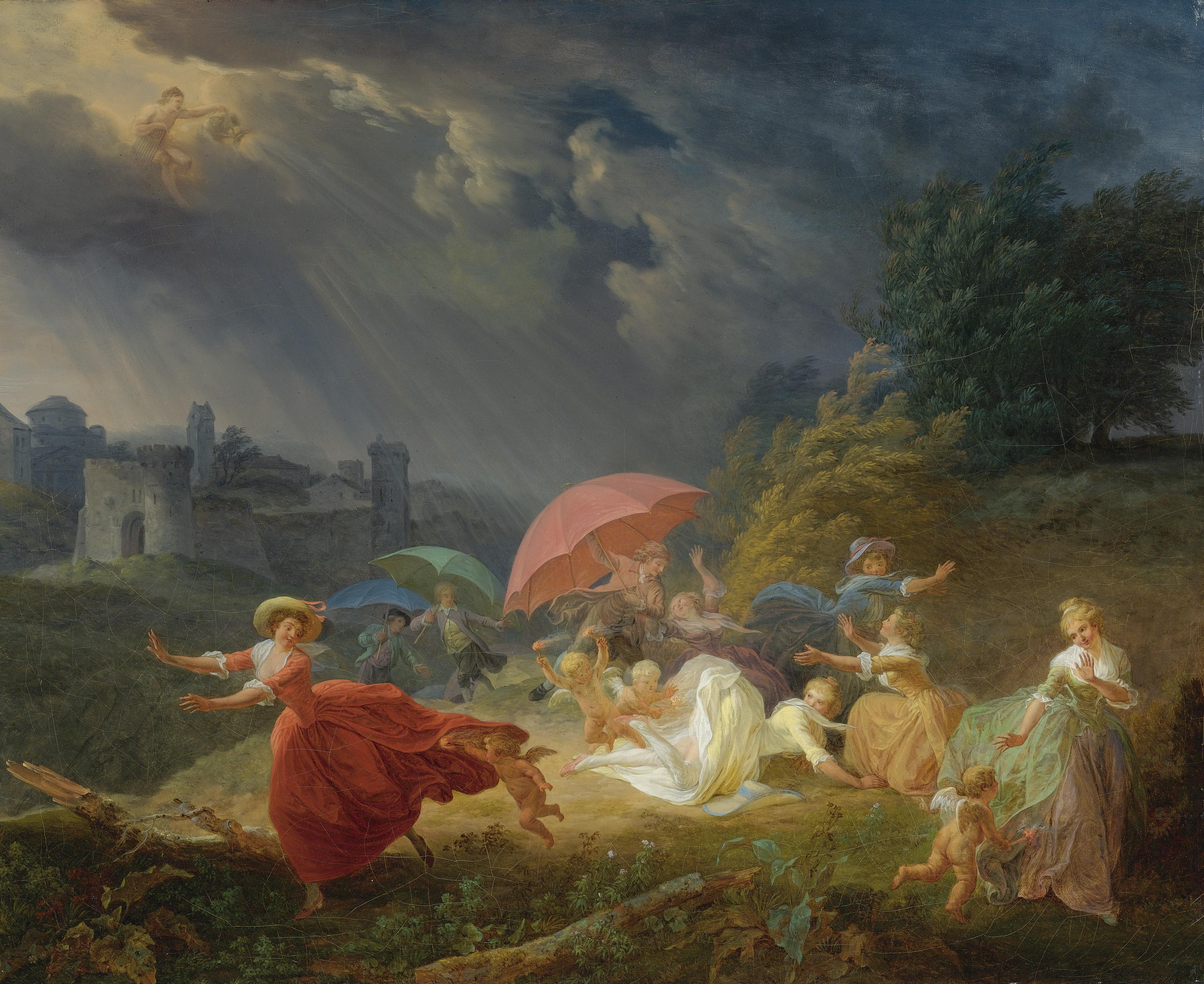
Eroten als Brandstifter (Sotheby’s).

Ein Unikat im Œuvre des Künstlers ist das im Kunsthandel aufgetauchte Gemälde Eroten als Brandstifter: In phantasievoller Abwandlung eines zuvor von Fragonard behandelten Themas lässt Trinquesse in Liebe entbrannte Frauen von Apollo mit der Gießkanne abkühlen, während ihnen Männer mit Regenschirmen zu Hilfe eilen.
Genreszenen, die er in den 1780er Jahren malte, zeigen Menschen in der Mode der Zeit in Englischen Gärten mit Statuen von Venus und Amor bzw. beim Zelebrieren eines Kults, dessen Symbol die Rose ist.
Während Trinquesse Frauen eher idealisierte, scheute er bei Männern nicht von der Betonung charakteristischer Züge zurück. Große Porträtaufträge erhielt er nur selten. Dazu gehört das 1777 entstandene monumentale Bildnis des Gouverneurs von Paris, Cossé-Brissac, als Oberst der Schweizer Leibgarde (Cent-suisses).

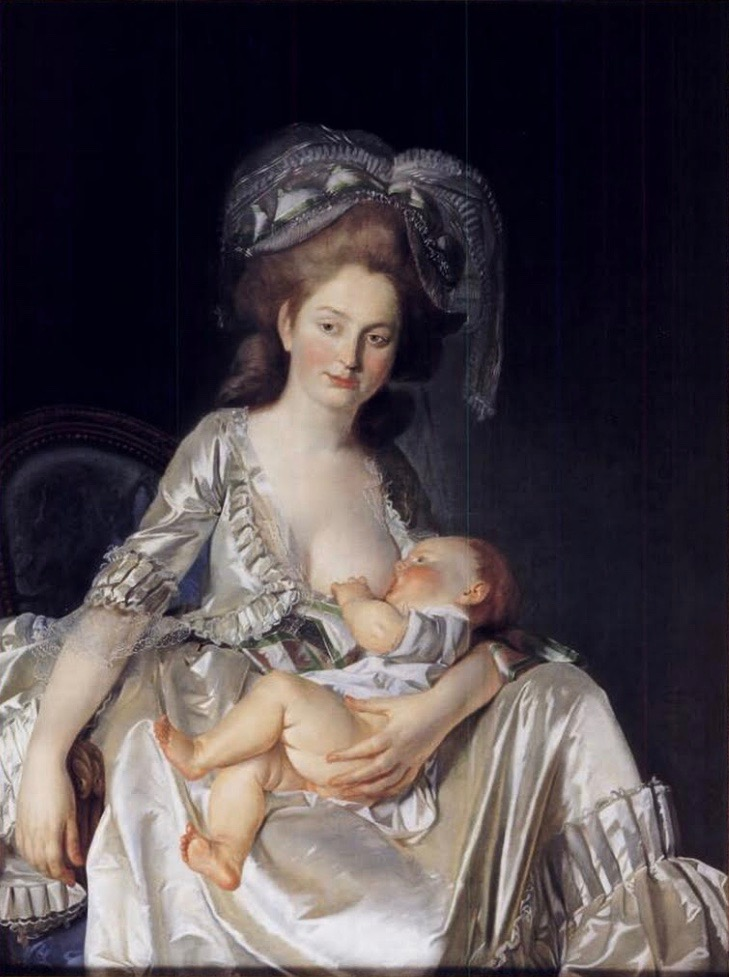
Stillende junge Frau, 1777 (Privatsammlung).

Vor dem Hintergrund einer von Rousseau ausgelösten Kampagne für das Stillen der Kinder durch die Mutter malte Trinquesse im selben Jahre eine junge Frau mit ihrem Säugling.
Nach einer Vorlage aus Amerika und Anweisungen von Lafayette schuf er 1779 ein nur durch eine Kopie überliefertes ganzfiguriges Porträt von George Washington. Nur durch einen Stich überliefert ist das Bildnis des aus Portugal verbannten Herzogs von Lafões (1781).
Nach der Revolution passte Trinquesse seine Porträts dem Stil der Zeit an. Erwähnung verdient jenes eines Architekten aus dem Jahr 1794, bei dem es sich um Jacques-Denis Antoine handeln könnte, der dank dem Sturz Robespierres der Guillotine entgangen war.
Zu den Zeichnungen des Künstlers zählen Rundporträts von Männern, wie sie von Charles-Nicolas Cochin in Mode gebracht worden waren.
1777–1780 schuf Trinquesse eine Serie von auf den Tag genau datierten Rötelzeichnungen verträumter, eleganter Frauen in aufwändiger Kleidung. Am häufigsten diente ihm dabei Marianne Framery als Modell, die Gattin des Librettisten und Komponisten Nicolas-Étienne Framery. Die erwähnten Zeichnungen waren nicht für Modezeitschriften bestimmt und wurden auch nicht als Druckgrafik verbreitet, sondern stellen Kunstwerke sui generis dar. Die schönsten und interessantesten Rötelzeichnungen von Garnier sind laut Pierre Quarré allerdings solche von Schülern beim Zeichenunterricht.
1809 wurden aus dem Nachlass des Zeichners und Graveurs Louis-Michel Halbou (1730–1807) 500 Zeichnungen von Trinquesse versteigert.
Ein Catalogue raisonné der Werke des Künstlers, den eine französische Doktorandin 2012 ankündigte, ist noch nicht erschienen.

## Galerie

Genreszenen
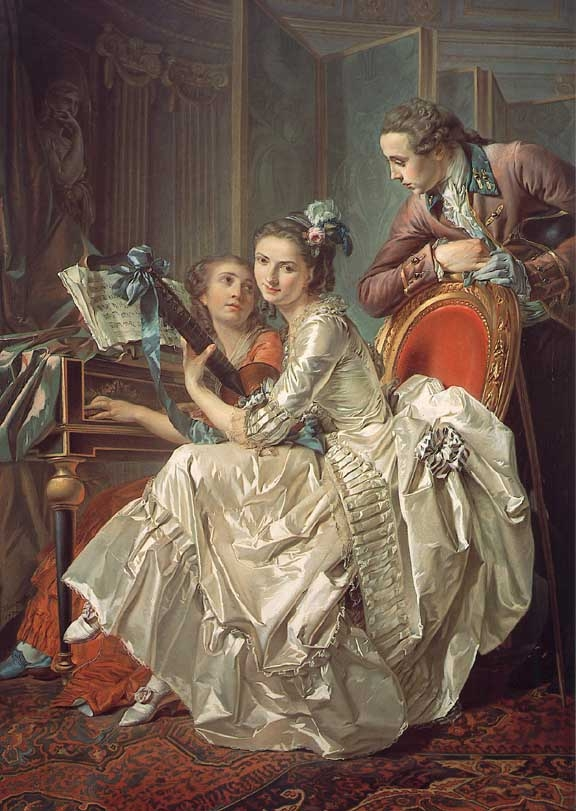
Musikalische Unterhaltung, 1774 (Alte Pinakothek, München).
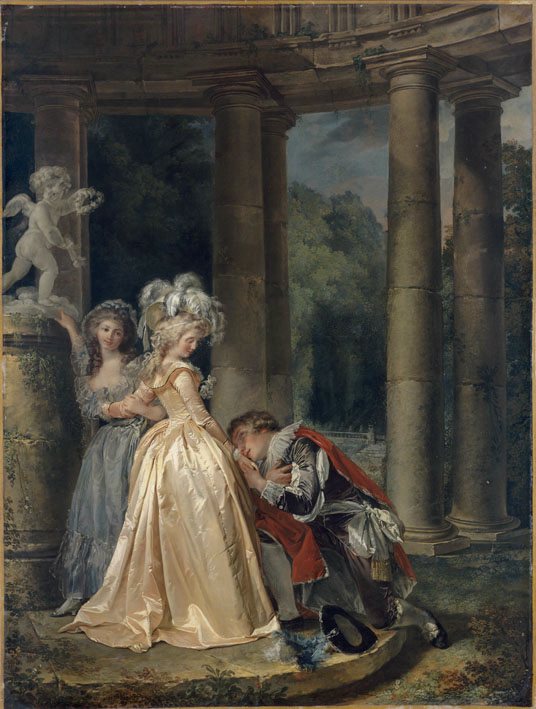
Liebesschwur, 1786 (Musée des Beaux-Arts, Dijon).
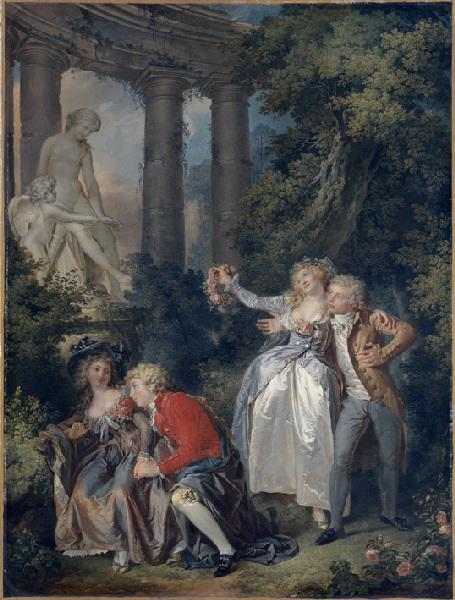
Jungfernkranz, 1786 (Musée des Beaux-Arts, Dijon).
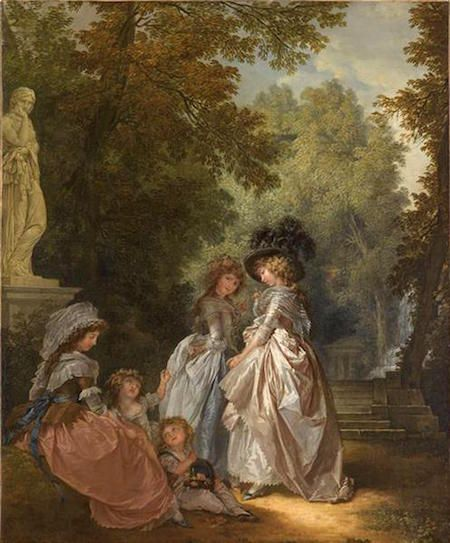
Frauen und Kinder in Park, 1789 (Louvre).

Porträts
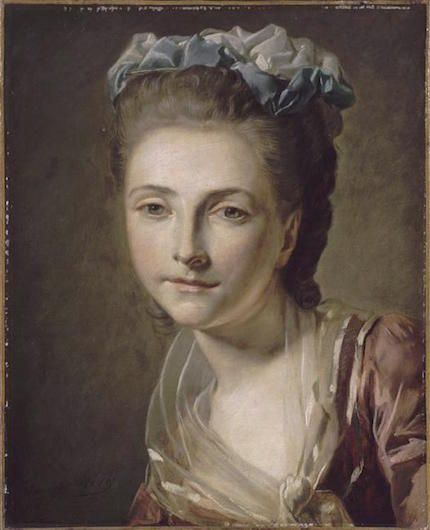
Porträt einer jungen Frau, 1777 (Louvre).
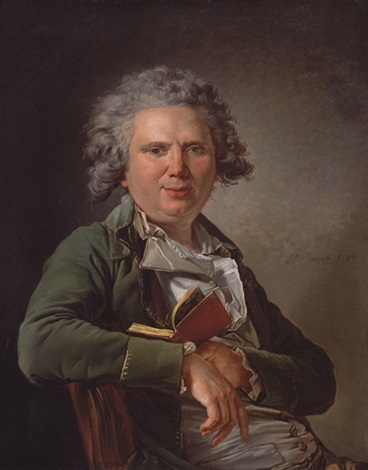
Mann in grüner Jacke, 1791 (Artnet).
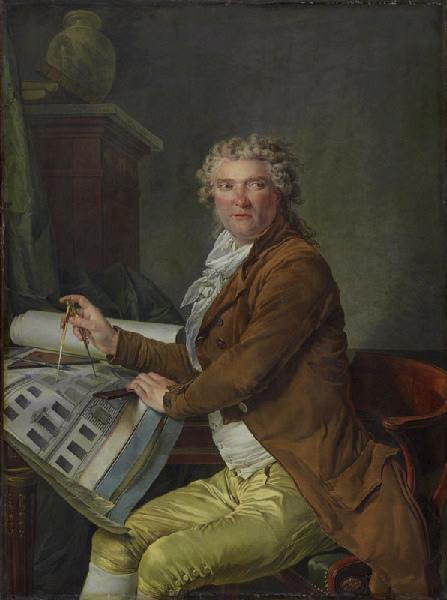
Porträt eines Architekten, 1794 (Musée des Beaux-Arts, Dijon).
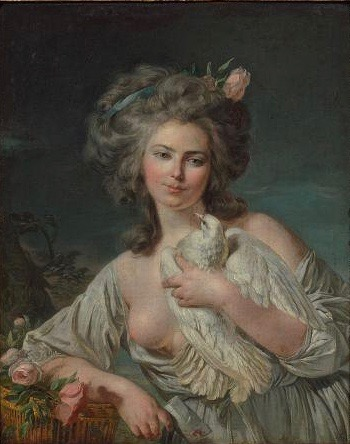
Junge Frau mit Rosenkorb und Taube (Artcurial).

Zeichnungen
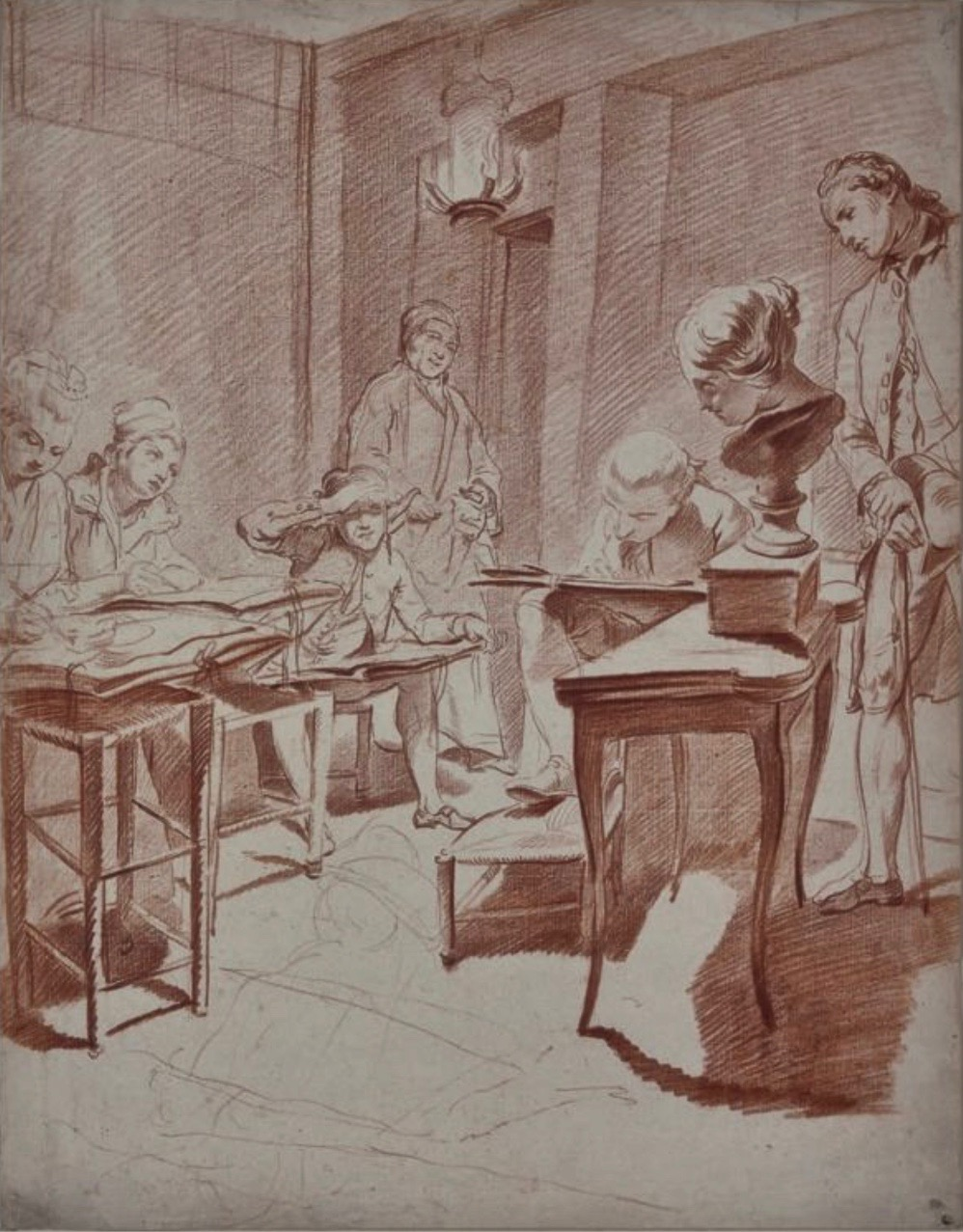
Zeichenunterricht (Musée des Beaux-Arts, Dijon).
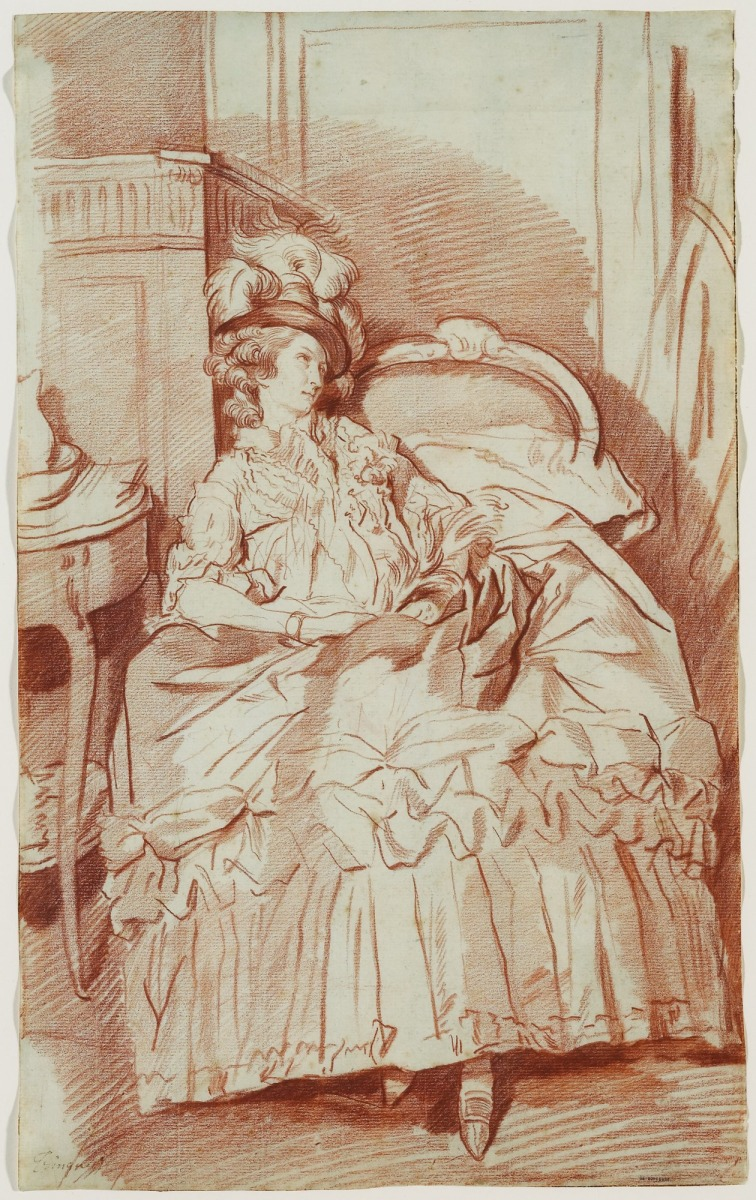
Sitzende Frau mit Federhut (National Gallery of Canada, Ottawa).
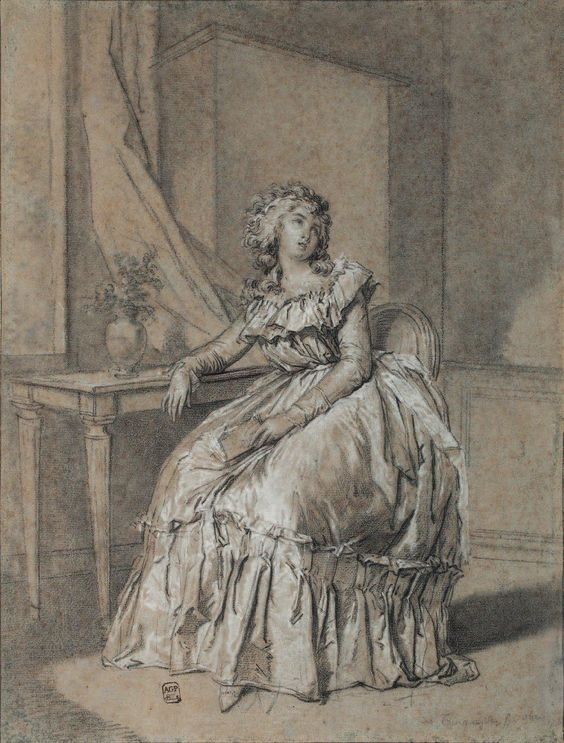
Sitzende Frau mit Buch (Expertissim).
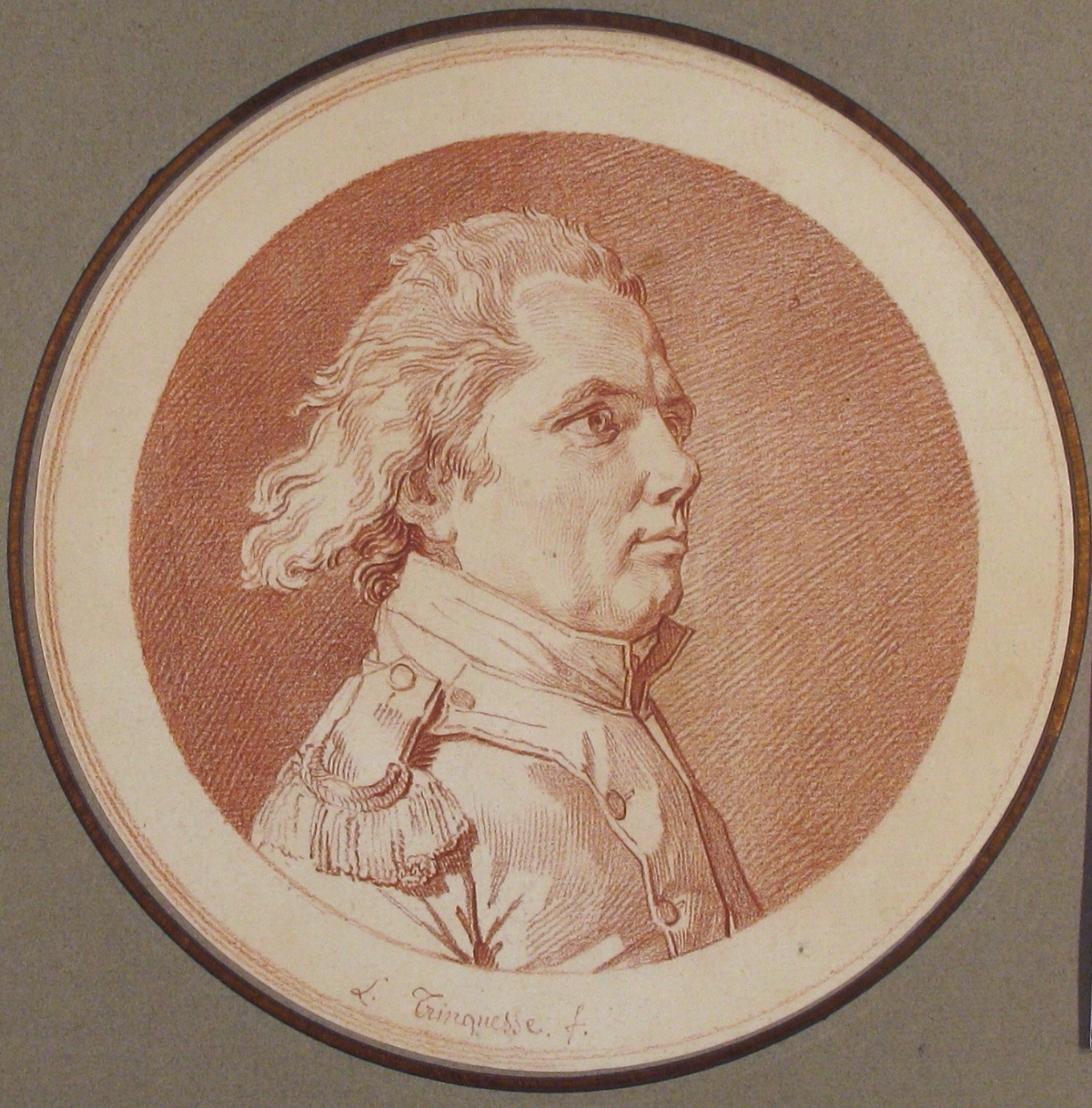
François Reidy de Lagrange, ca. 1791–1794 (Metropolitan Museum of Art, New York).

Druckgrafik nach Trinquesse
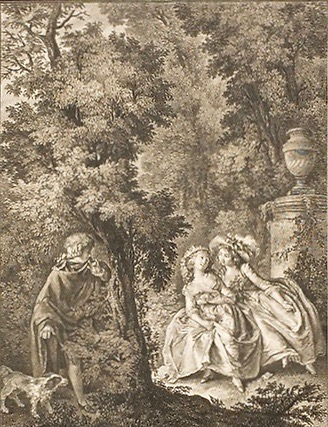
Jean-Antoine Pierron: Die Unentschlossenheit oder Das Geständnis, 1788 (Art Institute of Chicago).
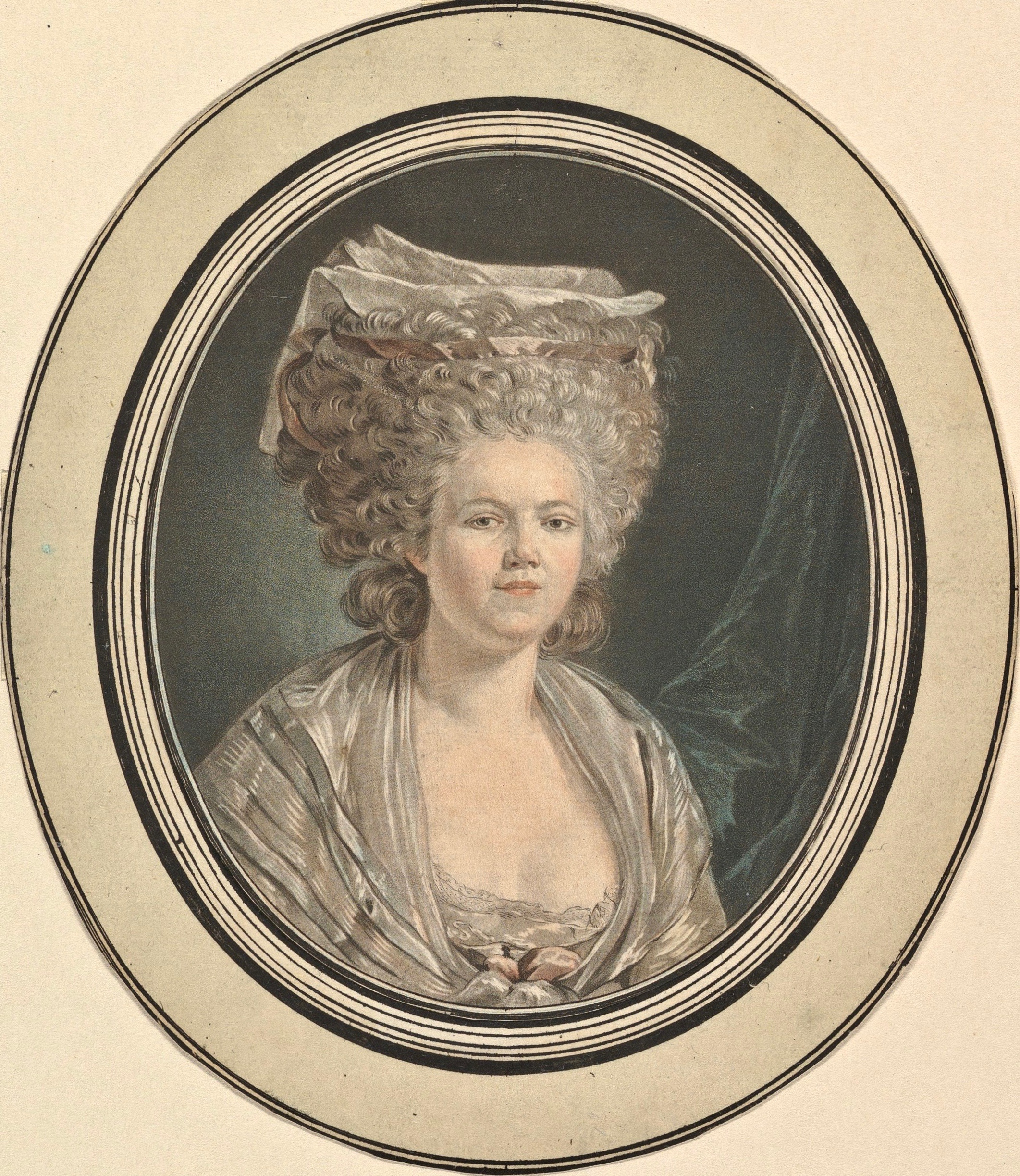
Jean-François Janinet: Rose Bertin, vor 1790 (Drouot).